# Gonds (peuple)
Pour les articles homonymes, voir Gond.

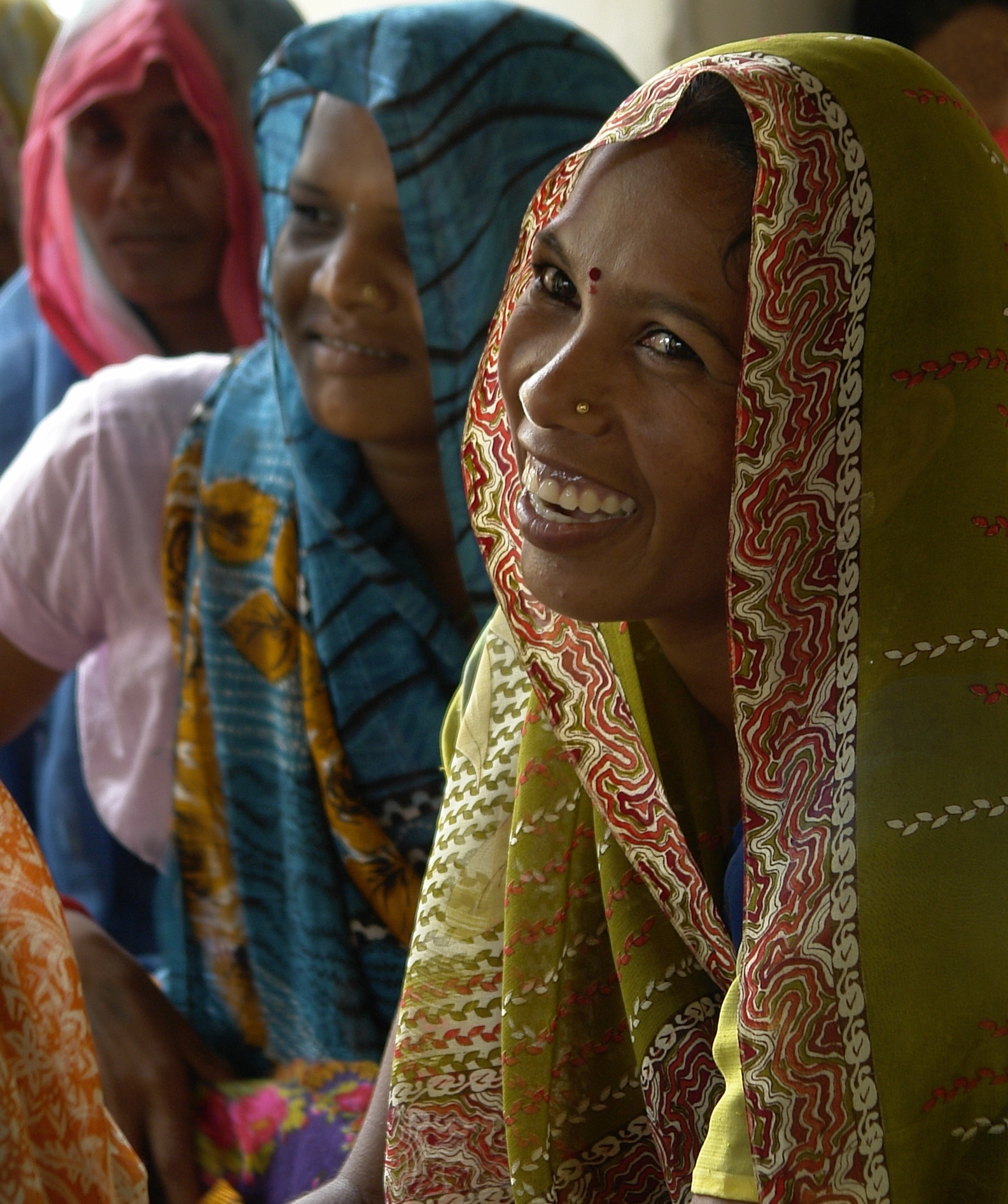
Femmes de la tribu Gond, district d'Umaria, M.P., Inde.

Le peuple Gond est le plus grand groupe tribal de l'Inde avec une population dépassant 12 millions d'habitants (2017). Sur le plan linguistique, les Gonds appartiennent au sous-groupe gondi – manda de la branche sud-centrale de la famille des langues dravidiennes. Néanmoins, en 2014, la moitié de la population gond parle une langue indo-aryenne. Les Gonds sont dispersés sur les territoires de Madhya Pradesh (4,5 millions), Chhattisgarh, Bihar, Bengale-Occidental, Jharkhand, Orissa, Gujarat, Andhra Pradesh  (Telangana) et Karnataka. Ils vivent également en Uttar Pradesh (450 000 personnes), mais dans quelques régions de l’Uttar Pradesh, ils parlent hindi et sont considérés comme une scheduled tribe (« tribus répertoriés »). Les Gonds sont animistes.
Le mot Gond est une dérive du mot Kond qui veut dire « forêt de montagne » dans la langue Telugu.

## Tribus gond

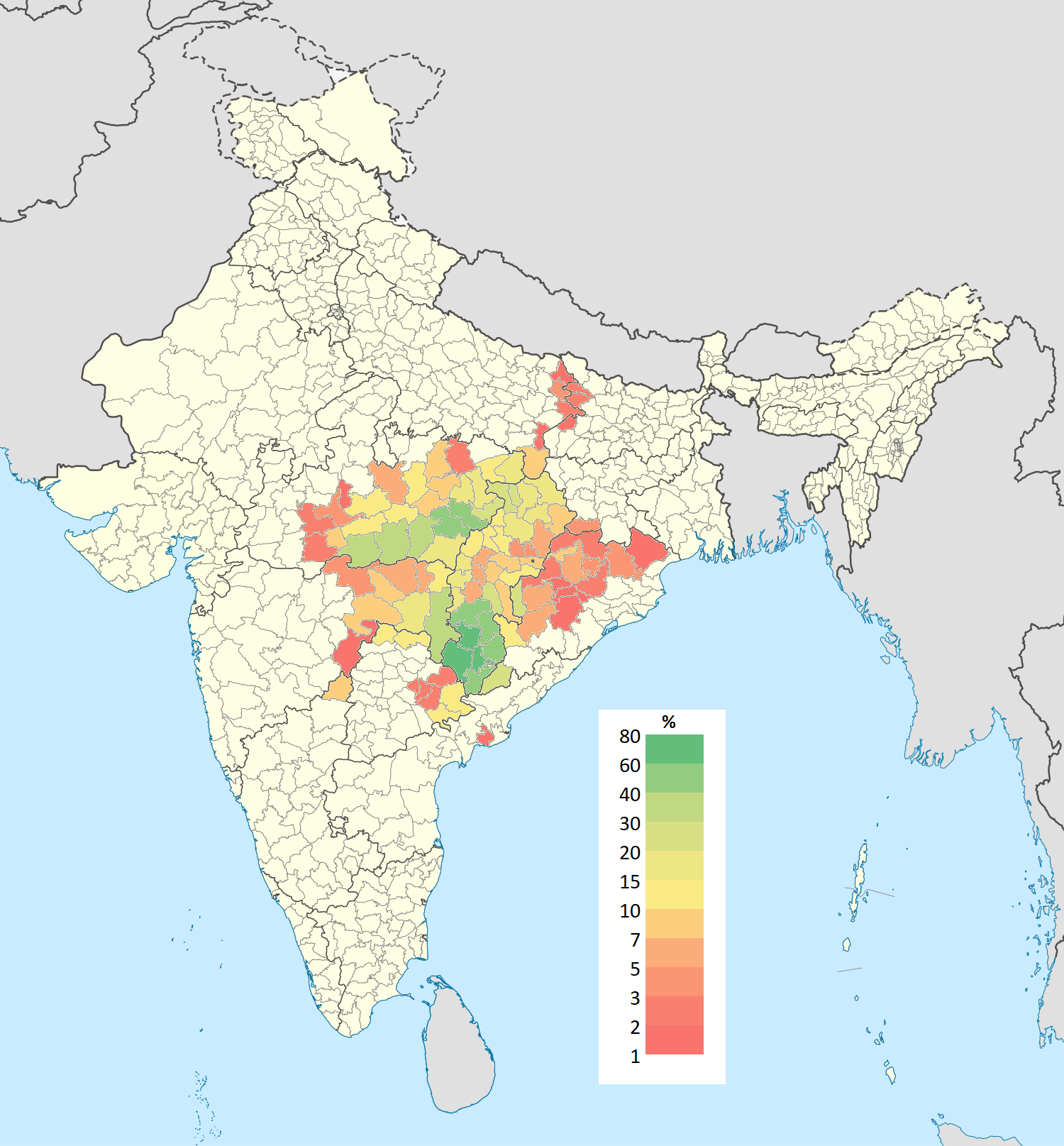
Pourcentage de membres de la tribu Gondi par district, recensement de 2011.

Ces peuples qui se nomment eux-mêmes Koitur, c'est-à-dire montagnards, et qui correspondent aux Gondaloi de Ptolémée, parlent pour moitié le gondi, une langue dravidienne non écrite, composée d'un grand nombre de dialectes, et intermédiaire entre le tamoul et le télougou, le reste s'exprimant en hindi.
Les Gond sont constitués en 12 groupes appelés Saga partagés en clans, les Pari. Avec les Bhîls et les Santals, ils forment les groupes aborigènes le plus nombreux de l'Inde. Ils pratiquent l'exogamie au sein de leurs groupes.
Parmi les groupes les plus importants, on compte les Râj Gond, hindouisés, constitués en nation et qui régnèrent sur le Gondwâna jusqu'à leur soumission au pouvoir moghol, les Muria, les Maria, les Padal, les Dholi, les Dadare, les Katulya, les Râghuval, les Kolam. Ces différents groupes mènent des styles de vie très différents, certains étant cultivateurs ou pasteurs, d'autres, structurés en caste, étant danseurs et musiciens itinérants. Certaines tribus Gond pratiquaient des sacrifices humains jusqu'au milieu du XIXe siècle.

## Origine des langues parlées
Selon l'ethnologue Christoph von Fürer-Haimendorf, il est « hautement improbable » que les langues dravidiennes aient été les langages originels de ces populations tribales. Il postule l'invasion d'une population de langue dravidienne limitée en nombre, mais supérieure aux anciens groupes tribaux par leur organisation et leur équipement matériel, et qui aurait fait l'unité relative d'une population hétérogène.

## Études génétiques
Une étude génétique réalisée en 2017 montre que les Gond partagent une ascendance génétique substantielle avec les groupes indiens austroasiatiques (c'est-à-dire Munda), plutôt qu'avec les autres groupes dravidiens avec lesquels ils sont le plus étroitement apparentés linguistiquement. L'explication avancée à cette adoption des langues dravidiennes est que les populations résidentes pratiquant la chasse et la recherche de nourriture et parlant des langues maintenant perdues ont adopté des influences culturelles et se sont adaptées sur le plan linguistique et technologique à des populations plus avancées d'autres parties de l'Asie du Sud et du Sud-Est.

## Art

### La mémoire collective du Royaume des Gond[4]
Le royaume des Gond, à son époque la plus prospère, du XIVe siècle au XVIIIe siècle, s’étend sur le centre de l’Inde : le Madhya Pradesh, l’Andhra Pradesh, le Chattisgarh et le Maharastra. Le royaume est suffisamment riche pour entretenir ses artistes. Les Pardhan, bardes de la communauté, musiciens et chanteurs, sont aussi des prêtres qui permettent à la communauté de rester unie. Ils représentent la mémoire collective en racontant l’histoire du peuple et de ses dieux. Lorsque le peuple Gond s’appauvrit, il n’y a plus assez de familles riches pour rémunérer les Pardhan. La tradition se perd avec ses artistes.

### L'école Jangarh Kalam des Pardhan Gond
En 1982 le musée Bharat Bhavan à Bhopal, demande à l'artiste et penseur Jagdish Swaminathan d’organiser des recherches sur l’art tribal dans l’état du Madhya Pradesh. Il va apporter une vision nouvelle à l’art indien contemporain, cherchant dans l’art des artistes tribales beauté, spontanéité et traditions. La tradition des Pardhan, faite de musique et de contes va se trouver restaurée par la couleur de la peinture. 
À la recherche des artistes tribaux on découvre une maison dont les murs sont peints de couleurs dans le village de Patangarh. C’est l’œuvre du jeune Jangarh Singh Shyam. Swaminathan l’appelle auprès de lui pour travailler au musée Bharat Bhavan et développer ses dons artistiques. Jangarh s’installe à Bhopal avec sa jeune épouse Nankusia. Il initie sa femme ses enfants, ses neveux et nièces. L’école « Jangarh Kalam » est née.
Sa créativité et l’originalité formelle de ses dessins le font remarquer, en Inde et à l’étranger. Il expose au musée tribal Bharat Mahotsav au Japon en 1988, puis à Londres, à Paris au Centre Pompidou pour Magiciens de la Terre en 1989, aux Pays-Bas en 1992 et en Australie en 1993. Jangarh se suicide au Japon en 2001, dans des conditions mystérieuses.
Le Jangarh Kalam est devenu le mouvement artistique actuel des Pardhan Gond. Un mouvement inspiré par l’art de Jangarh et par la musique Pardhan, celle du Bana, reprise et transformée en couleurs et en dessins. Chacun des artistes du mouvement Jangarh Kalam est inspiré par la mythologie de la tribu et développe également un style propre, symbolisé formellement par une signature pictographique, logotype formé de points et de traits, qui s’inspire souvent des tatouages et des masques rituels. Grâce à ce mouvement artistique, la mémoire collective et les traditions Gond renaissent. Cet élan sert un mouvement plus global de reconnaissance des formes artistiques tribales en Inde et des populations souvent opprimées ou spoliées.
Les peintres les plus connus de l’école Jangarh Kalam sont : la veuve de Jangarh, Nankusia Shyam, ses enfants Japani et Mayank, ses neveux Bhajju Shyam,,,,  ,,,, et Venkat Singh Shyam et ses cousins Durga Bai,,,, Subhash Vyam et Ram Singh Urveti ,,.

### Le Digna
Le digna est un motif décoratif que le peuple gond avait coutume de dessiner sur les murs pour les fêtes et les mariages. « Un digna est de bon  augure et symbolise la pureté, explique le peintre Subhash Vyam. C’est le début de notre art. C’est comme un ornement ».

### Le tatouage par les Badna Gond
Les femmes du tribu Baiga accordent aux tatouages une place centrale dans leur mode de vie : Le tatouage est la seule chose qui subsiste après la mort. C’est la seule tribu où le corps des femmes est entièrement tatoué. Cet art tribal est désormais couché sur le papier. Il étonne et nous renvoie à des âges ancestraux où le corps et les esprits étaient liés. Les femmes Baiga ont aussi tatoué leur visage (le « gudna »). Ces tatouages ont une relation avec leur religion, leurs dieux et déesses, mais les tatouages sont aussi considérés comme des bijoux peints, trop chers à acquérir pour les Baiga. Leurs tatouages ont une forme ovale avec des nombreux petits points sur le front, mais aussi sur d’autres parties du corps. 

Le tatouage est souvent réalisé chez les Baiga - trois à quatre mois après la mousson - par les femmes Gond, des sous-tribus Badna (Badnin) et Ojha, qui vivent dans les mêmes régions que les Baiga. Elles se déplacent dans les villages des Baiga pour faire des tatouages sur les bras, les jambes et le corps des femmes Baiga. Les jeunes filles Baiga commencent à être tatouées, pour la première fois à l’âge de sept ans ; la deuxième partie de leur corps est tatouée à la puberté.

## Les dieux
Les Gond sont animistes, pour eux, il y a une force dans tous les êtres, tous les objets, tous les  éléments. 
Dans son livre Gond Devlok, Dharmendra Pare explique que les Hindous suivent les règles des dieux ; au contraire les tribus Gond vivent avec leurs dieux qui sont intégrés dans tous les aspects de leur vie.
Les dieux principaux sont :
- Bada Dev, alias Boorha Dev, alias Maha Dev, alias Shiva : Dieu principal des Gonds, créateur de la terre.
- Ana Devi : Déesse des graines.
- Bagh devi : Déesse qui protège les villageois et les bêtes contre les tigres.
- Bahnaoo Dev : Le créateur du soleil.
- Bhooleri Dev : C'est par sa faute que les gens se perdent en forêt.
- Chulha Dev : Dieu de la bonne nourriture (le goût).
- Daanee Devi : créatrice de la Lune.
- Dehri Dev : protège les maisons contre les démons.
- Fullwary : son nom veut dire jardin. C’est le dieu des rivières et le gardien des jardins près des rivières.
- Ghurri Dev : Dieu de la forêt. Protège les Gonds contre les bêtes de la forêt. Les frontières entre le village et la forêt sont marquées par des pierres. Aussi quand on part en forêt, on doit mettre des pierres sous son arbre pour ne pas être attaqué.
- Jeevan Jhad Dev : Dieu pour les petites blessures.
- Jhulan Devi : Dieu pour les bébés.
- Kapeesa Devi : Déesse de coton.
- Lakshmi : Déesse de la prospérité, souvent représentée par une vache.
- Mahrilin Devi : protège le village contre les maladies.
- Mahua Devi : Déesse de la justice.
- Mallu Dev : protège les enfants.
- Marhi Dev : chasse les incrusteurs du village.
- Maswahi Dev : Dieu de la viande et poisson (et chasse et pêche ?).
- Masahi mata : si quelque chose de mauvais arrive de l’extérieur du village, les gens viennent prier à la petite maison de pierre où vit cette déesse pour être protégés. Ils fabriquent un chariot en bois et y placent symboliquement ces mauvaises choses, puis acheminent le chariot au-delà des frontières du village.
- Masvasi Devi : Déesse de la chasse.
- Matha Dev : protège la maison
- Meraho mata : Déesse qui défend les frontières du village contre les intrus et aide les villageois qui voyagent en dehors du village.
- Panghat Devi : Déesse de l’eau.
- Parvati : femme de Shiva
- Ratmai Murkhudi (Devi): Déesse pour le (bon) sommeil. Protège pendant le sommeil.
- Shesh Naag Devta : Dieu des serpents
- Shankar : créateur de seize familles Hindu et douze familles Gond
- Thakur Dev, Chaura Khairo Mata et Gadda Thakrain : protègent le village.
- Tipthain Dev : donneur de prospérité. Il protège les carrefours.

### Videographie
- « Animating Tribal Art » de Leslie MacKenzie et Tara Douglas avec des artistes Pardhan Gond, 8:16
- Gond painting 2, 6:54